# Willard (Kansas)
Willard és una població dels Estats Units a l'estat de Kansas. Segons el cens del 2000 tenia 86 habitants.

## Demografia
Segons el cens del 2000, Willard tenia 86 habitants, 38 habitatges, i 22 famílies. La densitat de població era de 301,9 habitants/km².
Dels 38 habitatges en un 28,9% hi vivien nens de menys de 18 anys, en un 50% hi vivien parelles casades, en un 7,9% dones solteres, i en un 42,1% no eren unitats familiars. En el 36,8% dels habitatges hi vivien persones soles el 10,5% de les quals corresponia a persones de 65 anys o més que vivien soles. El nombre mitjà de persones vivint en cada habitatge era de 2,26 i el nombre mitjà de persones que vivien en cada família era de 3,09.
Per edats la població es repartia de la següent manera: un 27,9% tenia menys de 18 anys, un 2,3% entre 18 i 24, un 30,2% entre 25 i 44, un 24,4% de 45 a 60 i un 15,1% 65 anys o més.
L'edat mediana era de 44 anys. Per cada 100 dones de 18 o més anys hi havia 87,9 homes.
La renda mediana per habitatge era de 24.500 $ i la renda mediana per família de 35.000 $. Els homes tenien una renda mediana de 22.813 $ mentre que les dones 19.375 $. La renda per capita de la població era de 16.513 $. Cap de les famílies i el 5,7% de la població estaven per davall del llindar de pobresa.

## Poblacions més properes
El següent diagrama mostra les poblacions més properes.